# Henrique Córdova
Henrique Hélion Velho de Córdova (São Joaquim, 21 de diciembre de  1938 - Lages, 15 de noviembre de 2020) fue un político brasileño. Ocupó el cargo de diputado provincial -siendo elegido en dos ocasiones-, diputado federal, vicegobernador y gobernador de Santa Catarina (1982-1983), y diputado en la Asamblea Nacional Constituyente electa (1986).

## Infancia y juventud
Se formó en derecho en Universidad Federal del Río Grande del Sur, estando inscrito hasta su fallecimiento en los cuadros de abogados de la Orden de los Abogados de Brasil. Además de abogado mantuvo como ocupación principal la de agricultor en São Joaquim, especializándose en la producción de manzanas, actividad por la cual fue denunciado por práctica de trabajo análogo al esclavo, siendo posteriormente absuelto.

## Trayectoria política
Su carrera política comenzó en 1966, cuando fue candidato a diputado provincial por la Alianza Renovadora Nacional (ARENA), partido de situación del régimen militar entonces vigente. Con 6.065 votos, no fue elegido, sin embargo obtuvo la vacante de suplente. En la elección siguiente, en 1970, consiguió elegirse diputado provincial, por la ARENA, con 13.367 votos.
En 1974 Córdova se eligió diputado federal por Santa Catarina, también por la ARENA, con 35.399 votos. Así, el año de 1978 hubo elecciones indirectas para los gobiernos de los Estados brasileños, de forma que Henrique Córdova fue indicado para la vacante de vicegobernador de Santa Catarina, en chapa encabezada por Jorge Bornhausen, que fue la electa por la Asamblea Legislativa de Santa Catarina.
La oportunidad para alzar al Gobierno del Estado vino en 14 de mayo de 1982, cuando Jorge Bornhausen le transmite el cargo de Gobernador de Santa Catarina, en virtud de la renuncia advinda de la elección para su nuevo cargo, lo de Senador de la República. Las metas de su gobierno eran el salario y las obras municipales, siendo el primer gobernador a dar una reposición salarial fuera de los patrones que existían en la época. Por eso, fue a Brasilia a explicar porqué había dado aumentos por encima de los límites: "es que Santa Catarina tiene condiciones para hacer eso, pero los otros Estados brasileños no las tienen".
En 5 de enero de 1983, Córdova viajó para el exterior en carácter particular, asumiendo, hasta el día 10 de enero de 1983, el Desembargador Francisco May Hijo, Presidente del Tribunal de Justicia de Santa Catarina. En 10 de enero de 1983, fue transmitido el cargo de gobernador, de Francisco May Hijo, Presidente del Tribunal de Justicia, al Presidente de la Asamblea Legislativa de Santa Catarina Diputado Epitácio Bittencourt, hasta 27 de enero de 1983. El sucesor, Esperidião Amin, tomó posesión en 15 de marzo de 1983.
Después de dejar el Gobierno del Estado, Henrique Córdova se postuló, en 1986, a diputado en la Asamblea Nacional Constituyente que resultó en la Constitución de 1988, habiendo sido elegido por el Partido Democrático Social con 40.634 votos. En 1988, Henrique Córdova migró para el Partido del Frente Liberal (PFL, hoy DEM), al cual permaneció afiliado hasta su fallecimiento. En 2012, Henrique Córdova se postuló a Alcalde de São Joaquim por el PPS, quedando en segundo lugar, atrás de su adversario Humberto Brighentti.

## Fallecimiento
Córdova falleció el  15 de noviembre de 2020 en un hospital de Lages, Santa Catarina a los ochenta y dos años.